# Forum selbstbestimmter Assistenz behinderter Menschen
Das Forum selbstbestimmter Assistenz behinderter Menschen (ForseA) ist eine Selbsthilfeorganisation, die Menschen mit Behinderungen darin unterstützt, selbst mit hohem Assistenzbedarf außerhalb von stationären Einrichtungen zu leben. Der eingetragene Verein wurde im Jahr 1997 gegründet. Vereinssitz ist Mulfingen in Baden-Württemberg.

## Ziele
Ziele laut Satzung sind:
a) In der Öffentlichkeit darzustellen, dass ein Leben in Selbstbestimmung für assistenznehmende Menschen wesentlich von der Qualität der Assistenz (Hilfe) abhängt, die von der Gesellschaft behinderten Menschen zugestanden wird,
b) zu erreichen, das jeder behinderte Mensch den Anspruch auf die Assistenz realisieren kann, die er benötigt, um ein Leben in Freiheit und Selbstbestimmung zu führen.

## Mittel und Methoden
Der Verein ist in der Öffentlichkeitsarbeit aktiv und politisch tätigt. Er setzt sich in verschiedenen Gremien für eine Gesetzgebung ein, die behinderten Menschen Chancengleichheit in allen Lebensbereichen gewährt.

### Kampagnen (Auswahl)
- 1998: Straße der Menschenrechtsverletzungen am 30. Mai 1998 in Kassel gemeinsam mit der Interessenvertretung Selbstbestimmt Leben
- 2001: Behinderte on tour – für Menschenwürde in der Pflege mit 60 Veranstaltungen in 30 Städten
- 2002: Faire Assistenz mit 31 Veranstaltungen
- 2004: Marsch aus den Institutionen – reißt die Mauern nieder!
- 2009: Kampagne für ein bedarfsdeckendes, einkommens- und vermögensunabhängiges Gesetz zur sozialen Teilhabe

### Publikationen
- Die Mitgliedszeitschrift INFORUM[2] erscheint vierteljährlich und informiert über Themen wie Assistenz, Persönliche Budgets und Pflegeversicherung.
- Dokumentation zur Tour für Menschenwürde in der Pflege
- 20 Jahre Assistenz – Behinderte auf dem Weg zu mehr Selbstbestimmung
- Faire Assistenz
- Handbuch Das Persönliche Budget – Ein Handbuch für Leistungsberechtigte – Entscheidungshilfe (von Elke Bartz)

### Elke-Bartz-Preis
Anlässlich des Hinscheidens der Gründungsvorsitzenden Elke Bartz beschloss der Vorstand, den Elke-Bartz-Preis zu stiften, mit dem einmal jährlich, ab 2010 Menschen geehrt werden sollen, die sich um das selbstbestimmte Leben behinderter Menschen verdient gemacht haben.

#### Preisträger
- 2010 Ilja Seifert für seine Verdienste um die Selbstbestimmung behinderter Menschen[3]
- 2011 Silvia Schmidt für ihren hervorragenden Einsatz für die Rechte behinderter Menschen im Sinne der Selbstbestimmten Teilhabe am Leben in der Gemeinschaft[4]
- 2012 Andreas Vega für seinen hervorragenden Einsatz für die Rechte von Menschen mit Behinderung[5]

### Weitere Aktivitäten
- Fortbildungen
- Gremienarbeit, beispielsweise: Mitarbeit in der Arbeitsgruppe Persönliches Budget der Bundesarbeitsgemeinschaft für Rehabilitation (BAR)
- Kooperation mit Organisationen und Initiativen, wie der Interessenvertretung Selbstbestimmt leben e.V. und der Initiative Daheim statt Heim
- Anwaltsnetzwerk
- Schulung von Budgetberaterinnen